# Sankt Pandekage
Skt. Pandekage (nederlandsk: Sint Pannekoek) er en nyere fest opfundet af tegneserietegner Jan Kruis, som finder sted den 29. november. I 1986 blev festdagen for første gang nævnt i den ugentlige tegneserier Jan, Jans en de kinderen  i ugebladet Libelle. Siden da er festdagen blevet afholdt i virkeligheden, i første omgang især i Rotterdam og Groningen i Nederlandene (Holland).

## Baggrunden
I tegneserien har bedstefar Tromp og hans barnebarn Catootje ingen appetit på de bønner som Jans (moderen) har lavet. Bedstefar fastslår at det er den 29. november, og at det derfor er Sint Pannekoek. Dette er, ifølge ham, en gammel Rotterdamsk festdag, hvor moderen i familien bager pandekager. Familiemedlemmerne venter til husets herre kommer hjem, hver med en pandekage på sit hoved. Så snart han kommer ind af døren, ønsker de ham "en glædelig og velsignet Skt. Pandekage".
Efter offentliggørelsen af tegneserien blev denne fiktive fest gradvist mere kendt, i første omgang i Rotterdam, men senere også i flere andre nederlandske byer, bl.a. i Groningen. Flere steder bruges festen til at rejse penge til velgørenhed. 
Desuden sender folk den 29. november selfies med en pandekage på hovedet på sociale medier som Twitter og Facebook.
I 2015 skrev Kruis, som et supplement til tegneserien, Sankt Pandekages Evangeliet, som foregår i 1100-tallet i et kloster ved åen Rotte i Rotterdam. Historien handler om 15-årsdagen for munken, Gerrit (Gerrit er også fornavnet på bedstefar Tromp).
I oktober 2016 grundlagde Kruis, sammen med "Sint Pannekoek"-organisationer i Groningen og Rotterdam, "Het Nationale Comité Sint Pannekoek".

## Ligheder med andre traditioner
Sint Pannekoek har visse ligheder med andre reelle folkelige traditioner: den russiske Maslenitsa, den franske Mardi Gras og Pancake Tuesday / pandekagedag, som i engelsksprogende lande fejres på Hvide tirsdag ved fastelavn. På disse festivaler spises traditionelt også pandekager.

## Eksterne links
- Wikimedia Commons har flere filer relateret til Sankt Pandekage
- sintpannekoek.nl info hjemmeside med baggrundshistorie (nederlandsk/hollandsk)
- Mærkeligt fest med pandekage på dit hoved - item i Jeugd Journaal (Ungdoms Nyheder) - 29. november 2016 (video) (nederlandsk/hollandsk)